# فرانكو بونيرا
فرانكو بونيرا (بالإيطالية: Gianfranco Bonera)‏ هو متسابق دراجات نارية إيطالي سابق. نافس في سباقات بطولة العالم لفئة 500 سي سي ولفئة 350 سي سي ولفئة 250 سي سي ولفئة 50 سي سي.

## روابط خارجية
- فرانكو بونيرا على موقع MotoGP.com (الإنجليزية)